# Dimitri Filippov
Pour les articles homonymes, voir Filippov.
Ne pas confondre avec Vassili Filippov (ru), international russe de 2006 à 2012.
Dimitri Rudolfovitch Filippov (en russe : Дмитрий Рудольфович Филиппов), né le 19 mai 1969 à Krasnodar, est un ancien joueur de handball russe évoluant au poste de demi-centre. Il est notamment champion olympique en 2000, champion du monde en 1993 et Championnats d'Europe en 1996.

## Palmarès

### Sélection nationale
- Jeux olympiques
  -  Médaille d'or aux Jeux olympiques de 2000 à Sydney,  Australie
  - 5e place aux Jeux olympiques de 1996 à Atlanta,  États-Unis
- Championnats du monde
  -  Médaille d'or au Championnat du monde 1993
  - 5e place au Championnat du monde 1995
  -  Médaille d'argent au Championnat du monde 1999
- Championnats d'Europe
  -  Médaille d'argent au Championnat d'Europe 1994
  -  Médaille d'or au Championnat d'Europe 1996
  -  Médaille d'argent au Championnat d'Europe 2000

### En club
Compétitions internationales
- Vainqueur de la Coupe de l'IHF (C3) (1): 1990

Compétitions nationales
- Vainqueur du Championnat d'URSS/CEI (2) : 1991, 1992
- Vainqueur de la Coupe d'URSS/CEI (1) : 1992